# قائمة قرى محافظة قنا
قرى محافظة قنا هي وحدات سكنية وإدارية صغيرة في محافظة قنا في مصر، تجمعها وحدات إدارية أكبر تسمّى بـ المراكز، وقد تدرّج ظهور تلك القرى عبر الزمن لتغيّر المساحة المنزرعة سواء بالنقصان نتيجة انقطاع وصول مياه الري أو الشرب لها أو غرق المنازل في فيضان النيل أو زحف الصحراء أو هدم القرى أثناء الحروب أو الثورات؛ أو بالزيادة نتيجة زيادة السكان أو استصلاح الأراضي.
لذا كانت تُجرى عمليات مساحة للأراضي من آن لآخر في مصر لحصرها وتقدير حجم الخراج الذي يمكن استخلاصه من الأراضي المزروعة تُسمّى بـ الرّوك وتُسجّل فيه مساحات أراضي القرى في الوحدات الإدارية الكبرى المعروفة بالكور ثم بالأعمال، وكيفية توزيع مصارفها.

## قرى تاريخية
القرى التاريخية هي القرى التي ثبُت تواجدها قبل الفتح الإسلامي لمصر أو أثناءه.
| القرية         | المركز    | قبل الفتح                     | الروك الصلاحي | الروك الصلاحي | الروك الناصري             | الروك الناصري | التربيع العثماني | التربيع العثماني | تاريخ 1228هـ  | تاريخ 1228هـ | ملاحظات |
| القرية         | المركز    | قبل الفتح                     | الاسم         | التبعية       | الاسم                     | التبعية       | الاسم            | التبعية          | الاسم         | التبعية      | ملاحظات |
| -------------- | --------- | ----------------------------- | ------------- | ------------- | ------------------------- | ------------- | ---------------- | ---------------- | ------------- | ------------ | --- |
| بخانس          | أبو تشت   | تموشونس Tmoschons             | مخانس         | القوصية       | مخانس                     | القوصية       | مخانس            | جرجا             | بخانس         | قنا          | |
| سمهود          | أبو تشت   | سمهوت Semhout                 | سمهود         | القوصية       | سمهود                     | القوصية       | سمهود            | جرجا             | سمهود         | قنا          | |
| الكوم الأحمر   | فرشوط     | تافنوت Tafnout                | الكوم الأحمر  | القوصية       | الكوم الأحمر              | القوصية       | الكوم الأحمر     | جرجا             | الكوم الأحمر  | قنا          | |
| فرشوط          | فرشوط     | فارجوت Fargout                | فرجوط         | القوصية       | فرجوط                     | القوصية       | فرجوط            | جرجا             | فرشوط         | قنا          | |
| قفط            | قفط       | كبت Kept                      | قفط           | القوصية       | قفط                       | القوصية       | قفط              | جرجا             | قفط           | قنا          | |
| أبنود          | قنا       | بينوت Benout                  | أبنود         | القوصية       | أبنود                     | القوصية       | أبنود            | جرجا             | أبنود         | قنا          | |
| الدير          | قنا       | أجور بامبانية Agor em Pampane | دير كهمس      | القوصية       | دير كهمس                  | القوصية       | دير البلاص       | جرجا             | الدير         | قنا          | |
| المحروسة       | قنا       | بالاوس Balaous                | البلاص        | القوصية       | البلاص                    | القوصية       | البلاص           | جرجا             | البلاص        | قنا          | في سنة 1964م، تغير الاسم إلى «المحروسة». |
| دندرة          | قنا       | تانتوري Tantori               | دندرى         | القوصية       | دندرا                     | القوصية       | دندرا            | جرجا             | دندرة         | قنا          | |
| قنا            | قنا       | كوني Kouni                    | قنى           | القوصية       | قنى                       | القوصية       | قنى              | جرجا             | قنا           | قنا          | |
| المفرجية       | قوص       | تمامين Timamin                | دمامين        | القوصية       | دمامين                    | القوصية       | دماميل           | جرجا             | دمامل         | قنا          | في سنة 1349هـ/1930م، تغير الاسم إلى «المفرجية».                                                                                              |
| جراجوس         | قوص       | كركيسي Kerkeisi               | جزيرة قراقش   | القوصية       | جزيرة كراكوش              | القوصية       | جرجوس            | جرجا             | جراجوس        | قنا          | |
| قوص            | قوص       | كوس Qous                      | قوص           | القوصية       | قوص                       | القوصية       | قوص              | جرجا             | قوص           | قنا          | |
| الرحمانية قبلي | نجع حمادي | تبانسين Tabansine             | طابه          | القوصية       | طابه                      | القوصية       | طابه             | جرجا             | الدابة        | قنا          | حديثًا، تغير الاسم إلى «الرحمانية قبلي». |
| القصر          | نجع حمادي | شنيسيت Schenesit              | قصر كليب      | القوصية       | قصر بني كليب قصر بني شادي | القوصية       | قصر بني شادي     | جرجا             | القصر والصياد | قنا          | وفي سنة 1299هـ/1882م، تغير الاسم إلى «القصر».                                                                                                |
| بهجورة         | نجع حمادي | بهوا إنجامول Pehoi en Gamoul  | البهجورات     | القوصية       | بهجوره                    | القوصية       | بهجوره           | جرجا             | بهجورة        | قنا          | |
| هو             | نجع حمادي | هو Hou                        | هو            | القوصية       | هو                        | القوصية       | هو               | جرجا             | هو            | قنا          | |
| الأوسط قمولا   | نقادة     | كامولي Kamouli                | قموله         | القوصية       | غرب قموله                 | القوصية       | غرب قموله        | جرجا             | غرب قامولا    | قنا          | في سنة 1240هـ/1825م اختصر الاسم إلى «قامولا»، وفي سنة 1259هـ/1843م قُسّمت القرية إلى ثلاث نواح «البحري قمولا» و«الأوسط قمولا» و«القبلي قمولا». |

## قرى الروك الصلاحي
قرى الروك الصلاحي هي القرى الباقية إلى اليوم، والتي ثبت تواجدها في وقت الروك الصلاحي الذي أجراه السلطان الأيوبي صلاح الدين يوسف بن أيوب سنة 572هـ/1177م، ونقل الأسعد بن مماتي أسمائها في كتابه قوانين الدواوين.
| القرية   | المركز    | الروك الصلاحي   | الروك الصلاحي | الروك الناصري   | الروك الناصري | التربيع العثماني | التربيع العثماني | تاريخ 1228هـ | تاريخ 1228هـ | ملاحظات                                     |
| القرية   | المركز    | الاسم           | التبعية       | الاسم           | التبعية       | الاسم            | التبعية          | الاسم        | التبعية      | ملاحظات                                     |
| -------- | --------- | --------------- | ------------- | --------------- | ------------- | ---------------- | ---------------- | ------------ | ------------ | ------------------------------------------- |
| دشنا     | دشنا      | دشنا            | القوصية       | دشنى            | القوصية       | دشنا             | جرجا             | دشنا         | قنا          |                                             |
| الشعراني | قوص       | الشعراني        | القوصية       | الشعراني        | القوصية       | الشعراني         | جرجا             | الشعراني     | قنا          |                                             |
| الدرب    | نجع حمادي | الدربي          | القوصية       | الدربي          | القوصية       | الدربي           | جرجا             | الدرب        | قنا          |                                             |
| دنفيق    | نقادة     | دنفيق ودير قطان | القوصية       | دنفيق ودير قطان | القوصية       | دنفيق            | جرجا             | دنفيق        | قنا          |                                             |
| طوخ      | نقادة     | طوخ دمنو        | القوصية       | طوخ دمنو        | القوصية       | طوخ نقاده        | جرجا             | طوخ نقاده    | قنا          | في سنة 1245هـ/1830م، اختصر الاسم إلى «طوخ». |
| نقادة    | نقادة     | نقاده           | القوصية       | نقاده           | القوصية       | نقاده            | جرجا             | نقادة        | قنا          |                                             |

## قرى الروك الناصري
قرى الروك الناصري هي القرى الباقية إلى اليوم، والتي استُحدثت بعد الروك الصلاحي، وقبل الروك الناصري الذي أجراه السلطان المملوكي الناصر محمد بن قلاوون سنة 715هـ/1315م، ونقل ابن الجيعان أسمائها في كتابه «التحفة السنية بأسماء البلاد المصرية».
| القرية    | المركز | الروك الناصري      | الروك الناصري | التربيع العثماني | التربيع العثماني | تاريخ 1228هـ | تاريخ 1228هـ | ملاحظات                                                                   |
| القرية    | المركز | الاسم              | التبعية       | الاسم            | التبعية          | الاسم        | التبعية      | ملاحظات                                                                   |
| --------- | ------ | ------------------ | ------------- | ---------------- | ---------------- | ------------ | ------------ | ------------------------------------------------------------------------- |
| فاو قبلي  | دشنا   | فاو بعس            | القوصية       | فاو بعس          | جرجا             | فاو بعيس     | قنا          | بعد تقسيم القرية سنة 1256هـ/1840م، صار الجزء القديم يُعرف باسم «فاو قبلي». |
| كوم البجا | فرشوط  | المنشية وجرف البجا | القوصية       | كوم بجا          | جرجا             | كوم البجا    | قنا          |                                                                           |
| الحراجية  | قوص    | الحرجة             | القوصية       | الحرجة           | جرجا             | الحراجية     | قنا          |                                                                           |
| شنهور     | قوص    | شنهور              | القوصية       | شنهور            | جرجا             | شنهور        | قنا          |                                                                           |

## قرى العصر العثماني
قرى العصر العثماني هي القرى الباقية إلى اليوم، والتي استُحدثت في نهاية العصر المملوكي أو بعد التربيع العثماني الذي أجراه سليمان باشا الخادم والي مصر في عهد السلطان العثماني سليمان القانوني سنة 933هـ/1527م.
| القرية           | المركز    | التربيع العثماني | التربيع العثماني | تاريخ 1228هـ | تاريخ 1228هـ | ملاحظات                                                                                       |
| القرية           | المركز    | الاسم            | التبعية          | الاسم        | التبعية      | ملاحظات                                                                                       |
| ---------------- | --------- | ---------------- | ---------------- | ------------ | ------------ | --------------------------------------------------------------------------------------------- |
| السليمات         | أبو تشت   | السليمية         | جرجا             | السليمية     | قنا          | فُصلت عن ناحية سمهود في العصر العثماني، وتغير اسمها رسميًا إلى «السليمات» سنة 1260هـ/1844م.     |
| الوقف            | الوقف     | السنابسة         | جرجا             | الوقف        | قنا          | فُصلت عن ناحية الجزيرتين المعروفتين بالقلمين في العصر العثماني.                                |
| الدهسة           | فرشوط     | دير وهيشة        | جرجا             | الدهسة       | قنا          | فُصلت عن ناحية فرشوط في العصر العثماني.                                                        |
| البراهمة         | قفط       | البراهمة         | جرجا             | البراهمة     | قنا          | فُصلت عن ناحية قفط في العصر العثماني.                                                          |
| عباسة            | قوص       | عباسة            | جرجا             | عباسة        | قنا          | فُصلت عن ناحية قوص في العصر العثماني.                                                          |
| أولاد نجم بهجورة | نجع حمادي | أولاد نجم        | جرجا             | أولاد نجم    | قنا          | ففُصلت عن ناحية بهجورة في العصر العثماني، وتغير اسمها إلى «أولاد نجم بهجورة» سنة 1260هـ/1844م. |

## قرى عصر الأسرة العلوية
قرى العصر العلوي هي القرى الباقية إلى اليوم، والتي استُحدثت في عهد أسرة محمد علي باشا الذي أمر سنة 1227هـ/1812م بفكّ زمام القطر المصري، وعمل مسح جديد للأراضي، وتسجيلها في ديوان جديد عُرف بـ تاريخ 1228هـ.
| القرية            | المركز    | ملاحظات |
| ----------------- | --------- | --- |
| أبو تشت           | أبو تشت   | فُصلت عن ناحية قصير بخانس سنة 1310هـ/1892م. |
| أبو شوشة          | أبو تشت   | فُصلت عن ناحيتي البحري سمهود والأوسط سمهود سنة 1352هـ/1933م. |
| الأميرية          | أبو تشت   | فُصلت عن ناحية سمهود سنة 1231هـ/1816م. |
| الأوسط سمهود      | أبو تشت   | فُصلت عن ناحية سمهود سنة 1231هـ/1816م باسم «الطود والمخلبطيّة وبني برزة»، وفي سنة 1245هـ/1830م ضُمت إلى تلك النجوع «نجع العوامر»، وتغير اسم القرية إلى «الأوسط سمهود».           |
| البحري سمهود      | أبو تشت   | فُصلت عن ناحية سمهود سنة 1259هـ/1843م. |
| الحبيلات الشرقية  | أبو تشت   | فُصلت عن ناحية الحسانات سنة 1339هـ/1920م. |
| الحبيلات الغربية  | أبو تشت   | فُصلت عن ناحية القبلي سمهود سنة 1340هـ/1921م. |
| الحسانات          | أبو تشت   | فُصلت عن ناحية بخانس سنة 1245هـ/1830م. |
| الخوالد           | أبو تشت   | فُصلت عن ناحية سمهود سنة 1245هـ/1830م. |
| الرزقة            | أبو تشت   | فُصلت عن ناحية بخانس سنة 1245هـ/1830م. |
| الرفشة            | أبو تشت   | فُصلت عن ناحية السليمات سنة 1259هـ/1843م. |
| الرواتب           | أبو تشت   | فُصلت عن ناحية الأوسط سمهود سنة 1339هـ/1920م. |
| الزرائب           | أبو تشت   | فُصلت عن ناحية قصير بخانس سنة 1245هـ/1830م. |
| الشرقي سمهود      | أبو تشت   | فُصلت عن ناحية سمهود سنة 1245هـ/1830م. |
| الشقيفي           | أبو تشت   | فُصلت عن ناحية الكوم الأحمر سنة 1339هـ/1920م. |
| العمرة            | أبو تشت   | فُصلت عن ناحية بلاد المال سنة 1245هـ/1830م. |
| العوامر الغربية   | أبو تشت   | فُصلت عن ناحية بلاد المال قبلي سنة 1349هـ/1930م. |
| العوامر وبني برزة | أبو تشت   | فُصلت عن ناحية الأوسط سمهود سنة 1339هـ/1920م. |
| القارة            | أبو تشت   | فُصلت عن ناحية السليمات سنة 1259هـ/1843م. |
| القبلي سمهود      | أبو تشت   | فُصلت عن ناحية سمهود سنة 1259هـ/1843م. |
| القلعية           | أبو تشت   | فُصلت عن ناحية بخانس سنة 1339هـ/1920م. |
| الكرنك            | أبو تشت   | فُصلت عن ناحية القارة سنة 1328هـ/1910م. |
| المحارزة          | أبو تشت   | فُصلت عن ناحية الشرقي سمهود سنة 1339هـ/1920م. |
| النجمة والحمران   | أبو تشت   | فُصلت عن ناحية سمهود سنة 1231هـ/1816م. |
| بلاد المال بحري   | أبو تشت   | فُصلت عن ناحية سمهود سنة 1231هـ/1816م باسم «بلاد المال»، وفي سنة 1259هـ/1843م فُصل قسم من القرية باسم «بلاد المال قبلي»، فصارت البلدة القديمة تُعرف باسم «بلاد المال بحري».      |
| بلاد المال قبلي   | أبو تشت   | فُصلت عن ناحية بلاد المال سنة 1259هـ/1843م. |
| جزيرة الدوم       | أبو تشت   | فُصلت عن ناحية الرزقة سنة 1340هـ/1921م. |
| عزبة البوصة       | أبو تشت   | فُصلت عن ناحية السليمات سنة 1245هـ/1830م. |
| قصير بخانس        | أبو تشت   | فُصلت عن ناحية بخانس سنة 1224هـ/1809م. |
| كوم جابر          | أبو تشت   | فُصلت عن ناحية سمهود سنة 1231هـ/1816م. |
| كوم يعقوب         | أبو تشت   | فُصلت عن ناحية السليمات سنة 1245هـ/1830م. |
| القلمينة          | الوقف     | فُصلت عن ناحية الوقف سنة 1333هـ/1914م. |
| المراشدة          | الوقف     | فُصلت عن ناحية هو سنة 1231هـ/1816م. |
| جزيرة الحمودي     | الوقف     | فُصلت عن ناحية الرئيسية سنة 1340هـ/1921م. |
| أبو دياب شرق      | دشنا      | فُصلت عن ناحية ببيج القهرمان سنة 1231هـ/1816م باسم «أبو دياب»، ثم فُصل عنها قسم من القرية باسم «أبو دياب غرب» سنة 1310هـ/1892م، فصارت تُعرف بـ «أبو دياب شرق».                   |
| أبو دياب غرب      | دشنا      | فُصلت عن ناحية أبو دياب سنة 1310هـ/1892م. |
| أبو مناع بحري     | دشنا      | فُصلت عن ناحية دشنا سنة 1259هـ/1843م. |
| أبو مناع شرق      | دشنا      | فُصلت عن ناحية أبو مناع قبلي سنة 1348هـ/1929م. |
| أبو مناع غرب      | دشنا      | فُصلت عن ناحية أبو مناع قبلي سنة 1348هـ/1929م. |
| أبو مناع قبلي     | دشنا      | فُصلت عن ناحية دشنا سنة 1259هـ/1843م. |
| السمطا بحري       | دشنا      | فًلت عن ناحية ببيج القهرمان سنة 1231هـ/1816م باسم «السمطا»، ثم تغير الاسم إلى «السمطا بحري» بعد انفصال ناحية «السمطا قبلي» سنة 1245هـ/1830م.                                   |
| السمطا قبلي       | دشنا      | فُصلت عن ناحية السمطا سنة 1245هـ/1830م. |
| العزب             | دشنا      | فُصلت عن ناحية ببيج القهرمان سنة 1260هـ/1844م. |
| العطيات           | دشنا      | فُصلت عن ناحية العزب سنة 1340هـ/1921م. |
| فاو بحري          | دشنا      | فُصلت عن ناحية فاو سنة 1259هـ/1843م. |
| فاو غرب           | دشنا      | فُصلت عن ناحية فاو سنة 1335هـ/1916م. |
| نجع الشيخ علي     | دشنا      | فُصلت عن ناحية أبو مناع بحري سنة 1335هـ/1916م. |
| نجع عزوز          | دشنا      | فُصلت عن ناحية أبو مناع بحري سنة 1335هـ/1916م. |
| العركي            | فرشوط     | فُصلت عن ناحية فرشوط سنة 1259هـ/1843م. |
| العسيرات          | فرشوط     | فُصلت عن ناحية فرشوط سنة 1245هـ/1830م. |
| القبيبة           | فرشوط     | فُصلت عن ناحية العسيرات سنة 1339هـ/1920م. |
| النجوع            | فرشوط     | فُصلت عن ناحية فرشوط سنة 1245هـ/1830م باسم «نجع غانم»، ثم تغير اسمها إلى النجوع سنة 1260هـ/1844م.                                                                              |
| رفاعة             | فرشوط     | فُصلت عن ناحية الكوم الأحمر سنة 1245هـ/1830م. |
| الشيخية           | قفط       | فُصلت عن ناحية الحراجية سنة 1231هـ/1816م. |
| الظافرية          | قفط       | فُصلت عن ناحية قفط سنة 1352هـ/1933م باسم «فاروقية الأشراف»، ثم تغير الاسم إلى «الظافرية» سنة 1964م.                                                                            |
| العويضات          | قفط       | فُصلت عن ناحية الحراجية سنة 1259هـ/1843م. |
| القلعة            | قفط       | فُصلت عن ناحية قفط سنة 1310هـ/1892م. |
| الأشراف البحرية   | قنا       | فُصلت عن ناحية المخادمة سنة 1354هـ/1935م. |
| الأشراف الشرقية   | قنا       | فُصلت عن ناحية قنا سنة 1259هـ/1843م باسم «الأشراف»، وتم تمييزها بالشرقية سنة 1310هـ/1892م بعد انفصال ناحية «الأشراف الغربية».                                                  |
| الأشراف الغربية   | قنا       | فُصلت عن ناحية الأشراف سنة 1310هـ/1892م. |
| الأشراف القبلية   | قنا       | فُصلت عن ناحية قنا سنة 1245هـ/1830م باسم «الخربة والكوم»، ثم تغير إلى «الخربة» سنة 1272هت/1856م، ثم تغير مجدّدًا بطلب أهلها سنة 1361هـ/1942م إلى «الأشراف القبلية».              |
| الترامسة          | قنا       | فُصلت عن ناحية دندرة سنة 1245هـ/1830م. |
| الجبلاو           | قنا       | فُصلت عن ناحية قنا سنة 1259هـ/1843م. |
| الحجيرات          | قنا       | فُصلت عن ناحية الطوابية سنة 1245هـ/1830م. |
| الدير الشرقي      | قنا       | فُصلت عن ناحية الدير سنة 1342هـ/1923م. |
| الشيخ عيسى        | قنا       | فُصلت عن ناحية المخادمة سنة 1344هـ/1925م. |
| الصالحية          | قنا       | فُصلت عن ناحية الجبلاو سنة 1351هـ/1932م. |
| الطوابية          | قنا       | فُصلت عن ناحية ببيج القهرمان سنة 1231هـ/1816م. |
| الطويرات          | قنا       | فُصلت عن ناحية دندرة سنة 1245هـ/1830م. |
| العسلية           | قنا       | فُصلت عن ناحية الأشراف سنة 1348هـ/1929م. |
| الغوصة            | قنا       | فُصلت عن ناحية الطوابية سنة 1245هـ/1830م. |
| القناوية          | قنا       | فُصلت عن ناحية قنا سنة 1245هـ/1830م. |
| الكلاحين          | قنا       | فُصلت عن ناحية أبنود سنة 1245هـ/1830م. |
| المخادمة          | قنا       | فُصلت عن ناحية قنا سنة 1245هـ/1830م. |
| أولاد عمرو        | قنا       | فُصلت عن ناحية الطوابية سنة 1245هـ/1830م. |
| جزيرة الطوابية    | قنا       | فُصلت عن ناحية الطوابية سنة 1351هـ/1932م. |
| كرم عمران         | قنا       | فُصلت عن ناحية أبنود سنة 1321هـ/1903م. |
| الجمالية          | قوص       | فُصلت عن ناحية شنهور سنة 1245هـ/1830م. |
| الحلة             | قوص       | فُصلت عن ناحية قوص سنة 1259هـ/1843م. |
| الحمر والجعافرة   | قوص       | فُصلت عن ناحية الحراجية سنة 1259هـ/1843م. |
| الخرانقة          | قوص       | فُصلت عن ناحية قوص سنة 1245هـ/1830م. |
| العقب             | قوص       | فُصلت عن ناحية دمامل سنة 1231هـ/1816م. |
| العليقات          | قوص       | فُصلت عن ناحية الحراجية سنة 1259هـ/1843م. |
| العيايشة          | قوص       | فُصلت عن ناحية دمامل سنة 1245هـ/1830م. |
| الكراتية          | قوص       | فُصلت عن ناحية الحراجية سنة 1337هـ/1918م. |
| الكلالسة          | قوص       | فُصلت عن ناحية المعري سنة 1344هـ/1925م. |
| المخزن            | قوص       | فُصلت عن ناحية العليقات سنة 1339هـ/1920م. |
| المسيد            | قوص       | فُصلت عن ناحية الحراجية سنة 1256هـ/1840م. |
| المعري            | قوص       | فُصلت عن ناحية شنهور سنة 1245هـ/1830م. |
| المقربية          | قوص       | فُصلت عن ناحية الحراجية سنة 1245هـ/1830م. |
| جزيرة مطيرة       | قوص       | فُصلت عن ناحية جراجوس سنة 1259هـ/1843م. |
| حجازة بحري        | قوص       | فُصلت عن ناحية الحراجية سنة 1245هـ/1830م باسم «حجازة»، ثم قُسّمت سنة 1290هـ/1873م إلى «حجازة بحري» وحجازة قبلي.                                                                  |
| حجازة قبلي        | قوص       | فُصلت عن ناحية الحراجية سنة 1245هـ/1830م باسم «حجازة»، ثم قُسّمت سنة 1290هـ/1873م إلى «حجازة بحري» وحجازة قبلي.                                                                  |
| خزام              | قوص       | فُصلت عن ناحية الأقصر سنة 1231هـ/1816م. |
| الحفناوية         | نجع حمادي | فُصلت عن ناحية بهجورة سنة 1339هـ/1920م. |
| الحلفاية بحري     | نجع حمادي | فُصلت عن ناحية هو سنة 1245هـ/1830م باسم «العبيدية»، ثم تغير الاسم سنة 1261هـ/1845م إلى «الحلفاية»، ثم قُسّمت سنة 1310هـ/1892م إلى قسمين، فعُرف القسم القديم باسم «الحلفاية بحري». |
| الحلفاية قبلي     | نجع حمادي | فُصلت عن ناحية الحلفاية سنة 1310هـ/1892م. |
| الرئيسية          | نجع حمادي | فُصلت عن ناحية الشاورية سنة 1310هـ/1892م. |
| السلمية الحايط    | نجع حمادي | فُصلت عن ناحية القصر سنة 1245هـ/1830م. |
| الشاورية          | نجع حمادي | فُصلت عن ناحية هو سنة 1231هـ/1816م. |
| الشرقي بهجورة     | نجع حمادي | فُصلت عن ناحية بهجورة سنة 1259هـ/1843م. |
| الصياد            | نجع حمادي | فُصلت عن ناحية القصر سنة 1299هـ/1882م. |
| الغربي بالسلمية   | نجع حمادي | فُصلت عن ناحية السلمية سنة 1306هـ/1888م. |
| الغربي بهجورة     | نجع حمادي | فُصلت عن ناحية بهجورة سنة 1259هـ/1843م. |
| القمانة           | نجع حمادي | فُصلت عن ناحية هو سنة 1231هـ/1816م. |
| المصالحة          | نجع حمادي | فُصلت عن ناحية السلمية الحايط سنة 1339هـ/1920م. |
| الهيشة            | نجع حمادي | فُصلت عن ناحية السلمية الحايط سنة 1339هـ/1920م. |
| أبو عموري         | نجع حمادي | فُصلت عن ناحية الغربي بهجورة سنة 1330هـ/1912م. |
| أولاد نجم التمة   | نجع حمادي | فُصلت عن ناحية كوم البجا سنة 1330هـ/1912م. |
| أولاد نجم القبلية | نجع حمادي | فُصلت عن ناحية أولاد نجم بهجورة سنة 1339هـ/1920م. |
| حمرة دوم          | نجع حمادي | فُصلت عن ناحية فاو سنة 1245هـ/1830م. |
| نجع حمادي         | نجع حمادي | فُصلت عن ناحية بهجورة سنة 1281هـ/1865م. |
| البحري قمولا      | نقادة     | فُصلت عن ناحية الأوسط قمولا سنة 1245هـ/1830م. |
| الخطارة           | نقادة     | فُصلت عن ناحية نقادة سنة 1259هـ/1843م. |
| الزوايدة          | نقادة     | فُصلت عن ناحية طوخ سنة 1245هـ/1830م. |

## قرى العصر الجمهوري
قرى العصر الجمهوري هي القرى التي استحدثت بعد سقوط الحكم الملكي في مصر.
- الصبريات، دشنا
- نجع سعيد، دشنا فُصلت عن ناحية نجع الشيخ علي سنة 1969م.[63]
- نجع الحاج سلام، فرشوط
- الكلاحين، قفط
- اللقيطة، قفط
- بير عنبر، قفط
- المقارين، قوص
- أبو حزام، نجع حمادي
- البوصة، نجع حمادي
- السمانية، نجع حمادي
- الشعانية، نجع حمادي
- القناوية البحرية، نجع حمادي
- نجع الشيخ نور الدين، نجع حمادي

## قرى اندثرت في محافظة قنا
| القرية        | ملاحظات |
| ------------- | --- |
| العزازية      | قرية فُصلت عن ناحية دشنا سنة 1340هـ/1921م، ثم مع توسّع مدينة دشنا، صدر قرار بإلغائها سنة 1965م، وضمها إلى مدينة دشنا. |
| ببيج القهرمان | ذكرها ابن مماتي في الأعمال القوصية باسم «ببيج بطانه»، وابن الجيعان في الأعمال القوصية باسم «ببيج القهرمان»، كما وردت في تاريخ 1228هـ/1813م، ولكنها اندثرت بعد هذا التاريخ، وقُسّمت أراضيها على نواحي السمطا وأبو دياب والعزب والطوابية.                                                     |
| جرف مخانس     | ذكرها ابن الجيعان في الأعمال القوصية، ومحلها اليوم «حوض الساحل» التابع لناحية بخانس. |
| جزيرة المؤنسة | ذكرها ابن مماتي في الأعمال القوصية، وهي منسوبة إلى مؤنس الخادم، وقد أُلغيت كجهة مستقلة في الروك الناصري، وأضيفت إلى أراضي ناحية قنا، ثم فُصلت عنها سنة 1245هـ/1830م باسم «جزيرة الحميدات»، ثم اختصر الاسم إلى «الحميدات» سنة 1287هـ/1870م، وقد ألغيت حديثًا وضُمّت إلى حيز مدينة قنا العمراني. |
| دمنو          | ذكرها ابن مماتي في الأعمال القوصية، وأرضها اليوم تابع لناحية طوخ. |